# みなとが丘ふ頭公園
みなとが丘ふ頭公園（みなとがおかふとうこうえん）は、東京都品川区八潮三丁目にある都立の海上公園（ふ頭公園）である。東京都港湾局所管。大井埠頭の一角にあり人工的に作られた小高い丘が特徴の公園である。

## 主な施設
- 芝生広場（バーベキューも可能な広場）
- 展望広場
- 噴水
- 池
- 便所

## アクセスなど
- 品川駅より都営バス　品98系統「大田市場行」東京税関大井出張所下車　徒歩3分。
- 公園利用者用に駐車場あり（16台、有料）。
- 料金など：入園料は無料。バーベキューによる公園の利用も無料。

## 作品
ドラマ
- 太陽にほえろ! - 日本テレビ系列の刑事ドラマ。1976年に放映された217話のロケ地。
- スパイダーマン (東映) (1978年) - 東京12チャンネル系の特撮テレビ番組。41話、エンディングのロケ地。